# Stylopoda modestella
Stylopoda modestella är en fjärilsart som beskrevs av Barnes och Mcdunnough 1918. Stylopoda modestella ingår i släktet Stylopoda och familjen nattflyn. Inga underarter finns listade i Catalogue of Life.